# Esperanza (노래)
〈Esperanza〉(에스페란사)는 일본의 여성 가수 니시노 카나의 14번째 싱글로, 2011년 5월 18일에 SME 레코드에서 발매되었다. 전작 〈Distance〉에서 약 3개월 만의 싱글이며, 제목 ‘Esperanza’(에스페란사)는 스페인어로 ‘희망’을 뜻한다.

## 수록곡
| #            | 제목                | 재생 시간 |
| ------------ | ------------------- | --------- |
| 1.           | 〈Esperanza〉       | 5:23      |
| 2.           | 〈Thinking of you〉 | 4:37      |
| 3.           | 〈ONLY ONE〉        | 4:19      |
| 총 재생 시간 | 총 재생 시간        | 14:19     |